# Cohete de Oberth
En 1929, el físico alemán Hermann Julius Oberth aceptó el encargo hecho por Fritz Lang de construir y lanzar un cohete de combustible líquido para publicitar su película La mujer en la Luna. El cohete nunca llegó a completarse a tiempo debido a que el diseño era demasiado complejo, pero el motor desarrollado para el cohete de Oberth sería utilizado en 1931 en el cohete Mirak.
El cohete de Oberth utilizaba una cámara de combustión cónica y utilizaba oxígeno líquido y gasolina como propelentes. Tenía 1,8 metros de alto y debería haber alcanzado 64 km de altura sobre el mar Báltico desde su punto de lanzamiento, en Greifswalder Oie.
Ni Oberth ni sus asistentes (uno de los cuales era Rudolph Nebel, que más tarde participaría en la construcción del Mirak) tenían los suficientes conocimientos de ingeniería como para finalizar el cohete en el plazo de cuatro meses que les habían dado. Cuando Oberth fue consciente de ello decidió cambiar el cohete de combustible líquido por otro de combustión híbrida, que habría utilizado oxígeno líquido y algún compuesto creado a partir de carbón como propelentes y habría tenido 11 metros de alto. Tampoco fue capaz de finalizar este último cohete, y simplemente abandonó el reto. Los cohetes sin finalizar se los quedó el estudio de la película, que luego fueron adquiridos por la VfR (una sociedad civil de cohetería alemana) para proseguir con los estudios y pruebas sobre cohetes propulsados por combustibles líquidos.